# خلشا (آستانة أشرفية)
خلشا (بالفارسية: خلشا) هي قرية تقع في إيران في قسم تشهارده الريفي. يقدر عدد سكانها بـ 120 نسمة بحسب إحصاء 2016.